# 少年德川家康
《少年德川家康》是由東映動畫製作，於1975年4月9日播至9月17日期間播映的電視動畫作品，全20話。改編自日本作家山岡莊八的作品《德川家康》。

## 概要
以山岡莊八的小說《德川家康》為基礎的作品。描寫德川家康的少年時代，並且以他還是稱自己為「竹千代」的時代（出生～進入岡崎城）。而且還強調家康的母親「於大」給竹千代的愛。
合戰場景是引用電影《里見八犬傳》，還有描寫真實的岡崎城等場面也登場。
當時對於學習日本史的大學考生間雖然得到好評，但是在兒童方面卻是知名度很淺的故事，在加上競爭節目的「東芝家庭大廳獨家新聞登場！？」（日本電視台系列）的事情發生，導致收視率變得很低迷。後節目「一休和尚」與1983年的NHK大河劇「德川家康」等大暢銷作而形成強烈的對比。

## 登場人物
竹千代（配音員：小宮山清）
被作為織田家與今川家的人質的少年。德川家康的乳名。
松平元康（配音員：野田圭一）
長大後的竹千代。後為德川家康。
於大（配音員：增山江威子）
竹千代的母親。被稱呼為於大夫人。灌注給竹千代深深的愛。
松平廣忠（配音員：井上真樹夫）
竹千代的親生父親。松平家第八代當家。
華陽院（配音員：花形惠子）
竹千代的外婆（於大的母親）。亦是竹千代的繼奶奶（松平清康的繼室）。
水野信元（配音員：柴田秀勝）
竹千代的舅父。亦是於大夫人同父異母的哥哥。
久松俊勝（配音員：鈴木泰明）
竹千代的養父。娶於大夫人為妻。
築山殿（配音員：吉田理保子）
元康的正室。今川義元的外姪女。被稱呼為駿河御前。
奧山傳心齋（配音員：增岡弘）
又五郎（配音員：神谷明）
元康的小姓。在竹千代被作為人質時就跟在一起行動。
酒井正親（配音員：緒方賢一）
元康的家臣。從元康的爺爺那時起就在松平家工作了。
大久保忠俊（配音員：蟹江榮司）
元康的家臣。從元康的爺爺那時起就在松平家工作了。
今川義元（配音員：山田俊司、北川國彥）
駿河最有權威的大名。今川家第九代當家。
織田信長（配音員：石丸博也、青野武）
尾張最有權威的大名。在桶狹間之戰勝利的戰國的霸主。
納屋蕉庵（配音員：山田俊司）
堺的富商。前身是熊的若宮的當家・竹之內波太郎。
太原雪齋（配音員：加藤修）
今川義元的軍師。竹千代的老師。
旁白（配音員：內海賢二）
本故事的解說員。擔任解說故事的部分。

## 主題歌
- 片頭曲「少年德川家康」(第1話~第20話)
  - 作詞：伊丹亮一郎、作曲：渡邊岳夫、編曲：小谷充、歌：新工作室歌手
- 片尾曲「春天何時來···」(第1話~第20話)
  - 作詞：伊丹亮一郎、作曲：渡邊岳夫、編曲：小谷充、歌：新工作室歌手

## 標題播映表
| 話數 | 日本副標題   | 中文副標題     | 播映日        |
| ---- | ------------ | -------------- | ------------- |
| 1    | 誕生         | 誕生           | 1975年4月9日  |
| 2    | かげり       | 陰影           | 1975年4月16日 |
| 3    | 別れ         | 離別           | 1975年4月23日 |
| 4    | 春のあらし   | 春天的暴風雨   | 1975年4月30日 |
| 5    | 旅立ち       | 踏上旅程       | 1975年5月7日  |
| 6    | さすらい     | 流浪           | 1975年5月14日 |
| 7    | 母のこころ   | 母親的心       | 1975年5月21日 |
| 8    | みなし子     | 孤兒           | 1975年5月28日 |
| 9    | 竹千代帰る   | 竹千代歸來     | 1975年6月4日  |
| 10   | いつか春が   | 春天何時來     | 1975年6月11日 |
| 11   | めぐりあい   | 邂逅           | 1975年6月18日 |
| 12   | 麦は踏まれて | 被踩的麥子     | 1975年7月2日  |
| 13   | 孤児ふたり   | 兩個孤兒       | 1975年7月16日 |
| 14   | 大将への道   | 前往大將的道路 | 1975年7月23日 |
| 15   | 母のおもかげ | 母親的面貌     | 1975年7月30日 |
| 16   | ふるさとにて | 在故鄉         | 1975年8月13日 |
| 17   | 決意の夜     | 下決心的夜晚   | 1975年8月20日 |
| 18   | 初陣         | 初戰           | 1975年8月27日 |
| 19   | 決戦!桶狭間  | 決戰！桶狹間   | 1975年9月3日  |
| 20   | 遠い道       | 遙遠的道路     | 1975年9月17日 |

## 連接節目
本節目結束後，到「一休和尚」開播尚有3週的時間，在那期間用以下的節目連接。
- 9月24日：閃耀吧！'75全明星非常奇妙的藝能大獎決定發表！（19:00 - 20:54）
- 10月1日：你選全日本歌謠音樂祭（19:00 - 20:24。第1回）
- 10月8日：最佳30歌謠曲（19:30 - 20:25。20:30因為拳擊轉播而提前30分鐘播出）

## 腳註
1. ↑  以上，把「電視動畫25年史」「小金剛之子以荒野為目標」還有在播出時的報紙印刷的節目表還有觀眾們的意見等參考圖書（消息來源）。

## 外部連結
- 東映動畫-少年德川家康 （页面存档备份，存于）（日語）